# Le Quai des brumes
Le Quai des brumes (en català, "El moll de les brumes") és un film francès dirigit per Marcel Carné i estrenat el 1938 com una adaptació de la novel·la del mateix nom de Pierre Mac Orlan, publicada el 1927. El guió, escrit per Jacques Prévert, converteix la pel·lícula en la tercera col·laboració entre Carné i Prévert, després de Jenny i Drôle de drame. És protagonitzada per Jean Gabin, Michel Simon, Michèle Morgan i Pierre Brasseur. La música estigué a càrrec de Maurice Jaubert.
Guardonada amb el premi Louis-Delluc el 1939, la pel·lícula s'ha convertit en un clàssic del cinema francès i un exponent del realisme poètic francès. Segons Charles O'Brien, aquesta pel·lícula va ser una de les primeres a ser anomenades “cinema negre” pels crítics. Una escena del film s'inclogué a l'adaptació cinematogràfica del drama tràgic de temps de guerra d'Ian McEwan, Atonement, que estigué nominada als Oscars l'any 2007.

## Argument
En una nit boirosa, Jean (Jean Gabin), un soldat desertor, aconsegueix arribar a la ciutat portuària Le Havre. Esperant començar de nou, Jean acaba en un bar solitari situat a l'extrem més allunyat de la ciutat. No obstant això, mentre se li ofereix menjar i roba de civil, coneix a Nelly (Michèle Morgan), una noia de 17 anys que fuig del seu padrí, Zabel (Michel Simon), amb el qual viu. Jean i Nelly passen temps junts durant els següents dies, però són interromputs diverses vegades per Zabel, que també està enamorat d'ella, i per Lucien (Pierre Brasseur), un gàngster que busca l'ex-xicot de Nelly, Maurice, que ha desaparegut. Jean es ressenteix de les intrusions de Lucien i l'humilia dues vegades bufetejant-lo. Quan Nelly descobreix que el seu padrí va matar a Maurice per gelosia, utilitza la informació per a fer-li xantatge i evitar que li digui a la policia que Jean és un desertor. Tot i que els dos estan enamorats, Jean planeja marxar en un vaixell cap a Veneçuela. A l'últim moment, Jean surt del vaixell per a acomiadar-se de Nelly; la salva de les mans de Zabel, a qui mata, però en sortir al carrer és disparat a l'esquena per Lucien i mor als braços de la seva estimada.

## Repartiment
- Jean Gabin com Jean.
- Michel Simon com Zabel.
- Michèle Morgan com Nelly.
- Pierre Brasseur com Lucien.
- Édouard Delmont com Panama.
- Raymond Aimos com Quart Vittel.
- Robert Le Vigan com el pintor.
- René Génin com el doctor.
- Marcel Pérès com el conductor.
- Léo Malet com el soldat.
- Jenny Burnay com l'amic de Lucien.
- Roger Legris com el cambrer de l'hotel.
- Martial Rèbe com el client.

## Estil
Aquest film s'integra dins del realisme poètic francès, moviment cinematogràfic en el qual Marcel Carné va destacar, juntament amb altres directors com Jean Vigo, Julien Duvivier i Jean Renoir. Luc Sante va escriure “El moll de les boires posseeix gairebé totes les característiques que una vegada van ser sinònim de la idea de cinema francès. Gabin –menjant una salsitxa amb un ganivet o parlant amb una burilla de cigarret al costat de la seva boca o fent una bufetada a Lucien– és la quinta essència del noi dur francès, tant com ho va ser la figura icònica de Bogart en la seva interpretació de Sam Spade. Michèle Morgan, etèria i preocupada, pot deslluir-se una mica en comparació a altres actrius de les pel·lícules parisenques de l'època (com Arletty), però passarà a la vida en el llit, en una escena que no podries imaginar que ocorreria en una pel·lícula americana abans de 1963. Les llums boiroses, les llambordes mullades, els àlbers que voregen els camins fora de la ciutat, la gravetat filosòfica dels personatges secundaris, la idea que res a la vida és més important que la passió –aquestes característiques defineixen un cinema nacional que podia haver estat eclipsat per Hollywood en termes d'abast i beneficis però que va estar a la mateixa altura que aquest pel que fa a gràcia, bellesa i poder."